# Ian Escobar
Ian Eduardo Escobar Ibáñez (Buenos Aires, 29 maggio 1996) è un calciatore argentino, difensore del Patronato.

## Caratteristiche tecniche
È un terzino sinistro.

## Carriera
Cresciuto nelle giovanili del Chacarita Juniors, ha esordito in prima squadra il 30 agosto 2015 in occasione del match perso 1-0 contro il Guillermo Brown.

## Statistiche

### Presenze e reti nei club
Statistiche aggiornate al 19 marzo 2018.
| Stagione             | Squadra              | Campionato           | Campionato | Campionato | Coppe nazionali | Coppe nazionali | Coppe nazionali | Coppe continentali | Coppe continentali | Coppe continentali | Altre coppe | Altre coppe | Altre coppe | Totale | Totale | Totale |
| Stagione             | Squadra              | Comp                 | Pres       | Reti       | Comp            | Pres            | Reti            | Comp               | Pres               | Reti               | Comp        | Pres        | Reti        | Pres   | Reti   |        |
| -------------------- | -------------------- | -------------------- | ---------- | ---------- | --------------- | --------------- | --------------- | ------------------ | ------------------ | ------------------ | ----------- | ----------- | ----------- | ------ | ------ | ------ |
| 2015                 | Chacarita Juniors    | BN                   | 12         | 0          | CA              | 0               | 0               |                    | -                  | -                  |             | -           | -           | 12     | 0      |        |
| 2016                 | Chacarita Juniors    | BN                   | 18         | 0          | CA              | 0               | 0               |                    | -                  | -                  |             | -           | -           | 18     | 0      |        |
| Totale Chacarita Jrs | Totale Chacarita Jrs | Totale Chacarita Jrs | 30         | 0          |                 | 0               | 0               |                    | -                  | -                  |             | -           | -           | 30     | 0      |        |
| 2016-2017            | Talleres (C)         | PD                   | 22         | 0          | CA              | 1               | 0               |                    | -                  | -                  |             | -           | -           | 23     | 0      |        |
| 2017-2018            | Talleres (C)         | PD                   | 0          | 0          | CA              | 0               | 0               |                    | -                  | -                  |             | -           | -           | 0      | 0      |        |
| Totale carriera      | Totale carriera      | Totale carriera      | 52         | 0          |                 | 1               | 0               |                    | -                  | -                  |             | -           | -           | 53     | 0      |        |

## Palmarès

### Club

#### Competizioni nazionali
- Primera B Nacional: 1

Talleres (C): 2016